# QE2 (Album)
QE2 ist ein Studioalbum des britischen Musikers Mike Oldfield aus dem Jahr 1980. Es ist wie der gleichnamige Titel auf dem Album nach dem Passagierschiff Queen Elizabeth 2 benannt. Im Vergleich zu früheren Alben klingt die Musik generell härter, was durch häufigeren Einsatz verzerrter E-Gitarren und dissonanter Harmonien erreicht wird.

## Besonderheiten
Auf QE2 beginnt Oldfields Taurus-Reihe (erster Titel: Taurus I), die auf späteren Alben mit Taurus II (auf Five Miles Out) und Taurus III (auf Crises) ihre Fortsetzung findet. In den folgenden Teilen der Trilogie werden vereinzelt Themen aus Taurus I aufgegriffen, ansonsten handelt es sich um jeweils eigenständige Kompositionen.
Auf dem Album befindet sich auch das ABBA-Remake Arrival, das in der Oldfield-Interpretation eine erfolgreichere Single wurde als das Original. Eine weitere auf dem Album enthaltene Coverversion ist Wonderful Land, im Original von den Shadows. Auf mehreren Stücken experimentiert Oldfield mit dem Vocoder, einem Gerät zum Verfremden der Stimme. Auch eine besondere Betonung der Perkussion hebt QE2 von den Vorgängern ab: Am Schlagzeug wirkt Phil Collins mit (Tracks 1 und 2). Überhaupt arbeitete Oldfield bei keinem Album zuvor mit so vielen Musikern zusammen, was sich auf die große Anzahl unterschiedlichster Instrumente zurückführen lässt, die er erstmals zum Einsatz bringt: afrikanische Trommeln, Geigen, Trompete oder Saxophon wurden von Gastmusikern gespielt (u. a. Mike Frye, Philipp Todd und Guy Barker).

## Titelliste

### Original (1980)
1. Taurus I – 10:16
2. Sheba – 3:34
3. Conflict – 2:53
4. Arrival – 2:49
5. Wonderful Land – 3:38
6. Mirage – 4:42
7. QE2 – 7:38
8. Celt – 3:06
9. Molly – 1:16

### Deluxe Edition (2012)
CD 1:
1. Taurus I – 10:16
2. Sheba – 3:34
3. Conflict – 2:53
4. Arrival – 2:49
5. Wonderful Land – 3:38
6. Mirage – 4:42
7. QE2 – 7:38
8. Celt – 3:06
9. Molly – 1:16
10. Polka (recorded live on the 1980 European Tour) – 3:34
11. Wonderful Land (single version) – 2:50
12. Shiva (2012 reworking of „Sheba“) – 3:39

CD 2: (Live at Grugahalle, Essen, 1st April 1981)
1. Taurus I – 11:17
2. Sheba – 3:28
3. Mirage – 5:14
4. Conflict – 5:19
5. Ommadawn (Part 1) – 21:57
6. Punkadiddle – 5:44
7. Tubular Bells (Part 1) – 18:58
8. QE2 – 4:55
9. Portsmouth – 2:28